# 筑前植木站
- 關於鹿兒島本線車站，請見「植木站」。
- 關於山鹿溫泉鐵道（1965年（昭和40年）廢止）車站，請見「植木町站」。

筑前植木站（日语：／ Chikuzen-Ueki eki */?）是位於福岡縣直方市大字植木1182番1號之2，九州旅客鐵道（JR九州）的筑豐本線（福北豐線）車站。車站編號為JC21。

## 歷史
- 1893年（明治26年）12月20日 - 筑豐興業鐵道（日语：筑豊興業鉄道）車站啟用，當時名為植木站[1]。
- 1897年（明治30年）10月1日 - 筑豐鐵道被九州鐵道（第一代）收購，並改名為筑前植木站[1]。這是由於九州鐵道已經設有植木站，此站名稱冠上了舊國名，為首個日本車站冠上舊國名[3]。
- 1907年（明治40年）7月1日 - 九州鐵道（第一代）被國有化，成為帝國鐵道廳車站[4]。
- 1987年（昭和62年）4月1日 - 伴隨國鐵分割民營化，車站由九州旅客鐵道（JR九州）營運[5][6]。
- 1989年（平成元年）3月 - 翻新車站大樓[7]。
- 2009年（平成21年）3月1日 - 此站可以使用IC卡「SUGOCA」[8]。
- 2015年（平成27年）3月14日 - 成為無人車站[2]。
- 2017年（平成29年）3月4日 - 若松站至新入站之間（折尾站除外）10座站一同引入車站遠端資訊系統（Smart Support Station）（日语：駅集中管理システム）「ANSWER」[9][10]。

## 車站構造
車站是一座地面車站，設有2面2線的單式月台。兩月台之間設有跨線橋連接。

### 月台
| 月台 | 路線     | 上下行 | 方向             |
| ---- | -------- | ------ | ---------------- |
| 1    | 福北豐線 | 下行   | 直方、新飯塚方向 |
| 2    | 福北豐線 | 上行   | 折尾、若松方向   |

## 使用狀況
在2018年度的1日平均乘車人次為550人。
| 上落車人次變化 | 上落車人次變化 | 乘車人次變化 |
| 年度           | 1日平均人次    | 1日平均人次  |
| -------------- | -------------- | ------------ |
| 2007年         | 1,241          |              |
| 2008年         | 1,094          |              |
| 2009年         | 1,147          |              |
| 2010年         | 1,196          |              |
| 2011年         | 1,221          |              |
| 2012年         | 1,254          |              |
| 2013年         | 1,273          |              |
| 2014年         | 1,218          |              |
| 2015年         | 1,220          |              |
| 2016年         | 1,175          |              |
| 2017年         |                | 574          |
| 2018年         |                | 550          |

## 車站周邊
- 御山神社
- 御山公民館
- 九州自動車道直方停車區
- 福岡縣教育廳 北九州教育事務所
- 聖福寺
- 山田川
- 直方市立植木小學
- 猿田彥神社
- 犬鳴川（日语：犬鳴川 (福岡県)）
- 中島橋(北九州市八幡西區木屋瀨（日语：木屋瀬）方向)
- 遠賀川（日语：遠賀川）

## 相鄰車站
九州旅客鐵道（JR九州）
 福北豐線（筑豐本線）
■快速（只有下行班次）、■普通
鞍手（JC22）－筑前植木（JC21）－新入（JC20）

## 注腳
1. 1 2 3 4 5 6 7 8  . 週刊JR全駅・全車両基地 (朝日新聞出版). 2012-09-23, (07): 21 （日语）.
2. 1 2  小原擁(2015年3月7日). “JR九州:無人化、新たに20駅発表”. 毎日新聞 (毎日新聞社)
3. ↑  .   [2018-05-09]. （原始内容存档于2021-04-21） （日语）.
4. ↑  廣岡治哉 『近代日本交通史 明治維新から第二次大戦まで』 法政大學出版局，1987年4月15日。ISBN 978-4588600173
5. ↑  『交通年鑑 昭和63年版』 交通協力會，1988年3月。
6. ↑  今村都南雄 『民営化の效果と現実NTTとJR』 中央法規出版，1997年8月。ISBN 978-4805840863
7. ↑  弓削信夫. . 葦書房. 1993-10-15: 145–146. ISBN 4751205293 （日语）.
8. ↑  . 交通新聞 (交通新聞社). 2009-03-03: 1 （日语）.
9. ↑   (PDF) (新闻稿). 九州旅客鉄道. 2017-02-03  [2020-02-07]. （原始内容 (PDF)存档于2018-09-28） （日语）.
10. ↑  . 交通新聞 (交通新聞社). 2017-02-08: 1 （日语）.
11. 1 2   (PDF). 九州旅客鉄道.   [2019-08-05]. （原始内容存档 (PDF)于2019-12-06） （日语）.
12. ↑  直方統計（運輸・通信）JR九州使用狀況
13. ↑   (PDF). 九州旅客鉄道.   [2019-03-10]. （原始内容 (PDF)存档于2018-07-17） （日语）.

## 外部連結
- 筑前植木（車站資訊） - 九州旅客鐵道（日語）